# Serie del Caribe 2009
La Serie del Caribe 2009 fue la 51.ª edición del clásico caribeño, un evento deportivo de béisbol profesional, que se disputó en el Estadio B'Air, en Mexicali, Baja California, México. Esta serie reunió a los equipos de béisbol profesional campeones de los países que integran la Confederación del Caribe: Venezuela, Puerto Rico, México y República Dominicana. Con un show musical por parte de Charlieight en la inauguración.
La Serie se realizó del 2 al 7 de febrero de 2009 y que ganó el representante venezolano Tigres de Aragua. Para este año, la representación de Puerto Rico volvió a participar luego de no haber disputado la Serie en 2008 por problemas económicos.

## Sede
En 2004 se iniciaron los trabajos para la remodelación del Estadio Casas Geo, en total se invirtieron 11 millones de dólares para realizar las mejoras, que incluyeron una nueva pantalla electrónica, dos elevadores, gradas de laterales, sala de prensa y salón de conferencias, drenajes, grama y torres de iluminación, entre otros. La capacidad del estadio fue ampliada de 13.400 a 17.000 espectadores.
Partieron como favoritos de la Serie los equipos Tigres del Licey de República Dominicana y Venados de Mazatlán de México, los primeros por el constante rendimiento de los equipos de ese país en los últimos 12 años en la Serie, mientras que los segundos disfrutarían de las ventajas de jugar como locales, así como por poseer algunos jugadores de las Grandes Ligas en la plantilla de los Venados. Pese a ello los Tigres de Aragua de Venezuela se convirtieron en el equipo a vencer, luego de mantenerse invictos hasta el cuarto juego, eliminando consecutivamente a los Leones de Ponce de Puerto Rico y al favorito Licey, para dirimir al campeón en el quinto juego, ante el equipo de Mazatlán. En dicho juego el club venezolano venció al conjunto local y se convirtió en el campeón de esta edición de la Serie del Caribe.
Los Leones de Ponce y Tigres de Aragua no utilizaron el uniforme de sus países, mientras que Licey y Mazatlán si lo hicieron. En el caso del equipo venezolano el tema del uniforme nacional "vinotinto" ha generado polémica en las últimas series, ya que en la Serie del Caribe 2007, los Tigres de Aragua vistieron su uniforme en los tres primeros encuentros y el nacional los tres siguientes, pero para vestir la indumentaria nacional la franquicia debía hacer un previo abanderamiento con el instituto de deportes de ese país y tal requisito no se cumplió. Además de ello la postura que sostiene la LVBP es que se debe utilizar el uniforme del club por tratarse de un campeonato entre clubes y no entre países.

## Equipos participantes
| Colores del equipo |                                         |                    |
| Colores del equipo | Emblema del equipo · Colores del equipo | Colores del equipo |
| Colores del equipo |                                         |                    |
| Colores del equipo |                                         |                    |
|                    |                                         |                    |
| Local              |                                         |                    |

| Colores del equipo |                                         |                    |
| Colores del equipo | Emblema del equipo · Colores del equipo | Colores del equipo |
| Colores del equipo |                                         |                    |
| Colores del equipo |                                         |                    |
|                    |                                         |                    |
| Visitante          |                                         |                    |

| Colores del equipo |                                         |                    |
| Colores del equipo | Emblema del equipo · Colores del equipo | Colores del equipo |
| Colores del equipo |                                         |                    |
| Colores del equipo |                                         |                    |
|                    |                                         |                    |
| Local              |                                         |                    |

| Colores del equipo |                                         |                    |
| Colores del equipo | Emblema del equipo · Colores del equipo | Colores del equipo |
| Colores del equipo |                                         |                    |
| Colores del equipo |                                         |                    |
|                    |                                         |                    |
| Visitante          |                                         |                    |

| Colores del equipo |                                         |                    |
| Colores del equipo | Emblema del equipo · Colores del equipo | Colores del equipo |
| Colores del equipo |                                         |                    |
| Colores del equipo |                                         |                    |
|                    |                                         |                    |
| Local              |                                         |                    |

| Colores del equipo |                                         |                    |
| Colores del equipo | Emblema del equipo · Colores del equipo | Colores del equipo |
| Colores del equipo |                                         |                    |
| Colores del equipo |                                         |                    |
|                    |                                         |                    |
| Visitante          |                                         |                    |

| Colores del equipo |                                         |                    |
| Colores del equipo | Emblema del equipo · Colores del equipo | Colores del equipo |
| Colores del equipo |                                         |                    |
| Colores del equipo |                                         |                    |
|                    |                                         |                    |
| Local              |                                         |                    |

| Colores del equipo |                                         |                    |
| Colores del equipo | Emblema del equipo · Colores del equipo | Colores del equipo |
| Colores del equipo |                                         |                    |
| Colores del equipo |                                         |                    |
|                    |                                         |                    |
| Visitante          |                                         |                    |

| Colores del equipo |                                         |                    |
| Colores del equipo | Emblema del equipo · Colores del equipo | Colores del equipo |
| Colores del equipo |                                         |                    |
| Colores del equipo |                                         |                    |
|                    |                                         |                    |
| Local              |                                         |                    |

| Colores del equipo |                                         |                    |
| Colores del equipo | Emblema del equipo · Colores del equipo | Colores del equipo |
| Colores del equipo |                                         |                    |
| Colores del equipo |                                         |                    |
|                    |                                         |                    |
| Visitante          |                                         |                    |

| Colores del equipo |                                         |                    |
| Colores del equipo | Emblema del equipo · Colores del equipo | Colores del equipo |
| Colores del equipo |                                         |                    |
| Colores del equipo |                                         |                    |
|                    |                                         |                    |
| Local              |                                         |                    |

| Colores del equipo |                                         |                    |
| Colores del equipo | Emblema del equipo · Colores del equipo | Colores del equipo |
| Colores del equipo |                                         |                    |
| Colores del equipo |                                         |                    |
|                    |                                         |                    |
| Visitante          |                                         |                    |

| Colores del equipo |                                         |                    |
| Colores del equipo | Emblema del equipo · Colores del equipo | Colores del equipo |
| Colores del equipo |                                         |                    |
| Colores del equipo |                                         |                    |
|                    |                                         |                    |
| Local              |                                         |                    |

| Colores del equipo |                                         |                    |
| Colores del equipo | Emblema del equipo · Colores del equipo | Colores del equipo |
| Colores del equipo |                                         |                    |
| Colores del equipo |                                         |                    |
|                    |                                         |                    |
| Visitante          |                                         |                    |

| Colores del equipo |                                         |                    |
| Colores del equipo | Emblema del equipo · Colores del equipo | Colores del equipo |
| Colores del equipo |                                         |                    |
| Colores del equipo |                                         |                    |
|                    |                                         |                    |
| Local              |                                         |                    |

| Colores del equipo |                                         |                    |
| Colores del equipo | Emblema del equipo · Colores del equipo | Colores del equipo |
| Colores del equipo |                                         |                    |
| Colores del equipo |                                         |                    |
|                    |                                         |                    |
| Visitante          |                                         |                    |

### Clasificación a la Serie

#### Liga Mexicana del Pacífico
| Clasificación          |   |   |    |
| Equipo                 | G | P | JD |
| Venados de Mazatlán(*) | 4 | 0 | -  |
| Cañeros de Los Mochis  | 0 | 4 | 4  |

#### Liga Dominicana de Béisbol Invernal
| Clasificación       |   |   |    |
| Equipo              | G | P | JD |
| Tigres del Licey(*) | 5 | 0 | -  |
| Gigantes del Cibao  | 0 | 5 | 5  |

#### Puerto Rico Baseball League
| Clasificación      |   |   |    |
| Equipo             | G | P | JD |
| Leones de Ponce(*) | 4 | 1 | -  |
| Lobos de Arecibo   | 1 | 4 | 3  |

#### Liga Venezolana de Béisbol Profesional
| Clasificación       |   |   |    |
| Equipo              | G | P | JD |
| Tigres de Aragua(*) | 4 | 3 | -  |
| Leones del Caracas  | 3 | 4 | 1  |

(*) Campeón de respectiva liga

## Clasificación final
| Clasificación |                     |   |   |      |   |
|               | Equipo              | G | P | AVE. | V |
|               | Tigres de Aragua    | 5 | 1 | .833 | - |
|               | Venados de Mazatlán | 3 | 3 | .500 | 2 |
|               | Tigres del Licey    | 2 | 4 | .333 | 3 |
|               | Leones de Ponce     | 2 | 4 | .333 | 3 |

### Marcadores
1.er juego, 2 de febrero.
| Aragua                                                      | 0 | 1 | 0 | 0 | 0 | 0 | 1 | 0 | 1 | 3 | 9 | 2 |
| Licey                                                       | 0 | 0 | 0 | 0 | 0 | 0 | 2 | 0 | 0 | 2 | 3 | 1 |
| G: R. Belisario (1-0); P: V. Marte (0-1); SV: F. Butto (1). |   |   |   |   |   |   |   |   |   |   |   |   |
| HR: LIC - R. Belliard (1).                                  |   |   |   |   |   |   |   |   |   |   |   |   |

2.º juego, 2 de febrero.
| Ponce                                                         | 0 | 1 | 0 | 0 | 1 | 0 | 0 | 0 | 0 | 2 | 4 | 1 |
| Mazatlán                                                      | 1 | 0 | 0 | 0 | 0 | 1 | 1 | 0 | X | 3 | 8 | 1 |
| G: W. Silva (1-0); P: E. Buzachero (0-1); SV: H. Navarro (1). |   |   |   |   |   |   |   |   |   |   |   |   |
| HR: Ninguno.                                                  |   |   |   |   |   |   |   |   |   |   |   |   |

3.er juego, 3 de febrero.
| Licey                                                       | 0 | 0 | 0 | 0 | 0 | 0 | 2 | 0 | 0 | 2 | 5 | 0 |
| Ponce                                                       | 0 | 0 | 0 | 1 | 0 | 0 | 0 | 0 | 0 | 1 | 7 | 1 |
| G: A. SimOn (1-0); P: J. Vaquedano (0-1); SV: J. Mañón (1). |   |   |   |   |   |   |   |   |   |   |   |   |
| HR: LIC - F. Martínez (1).                                  |   |   |   |   |   |   |   |   |   |   |   |   |

4.º juego, 3 de febrero.
| Equipo                                   | 1 | 2 | 3 | 4 | 5 | 6 | 7 | 8 | 9 | 10 | 11 | C | H | E |
| ---------------------------------------- | - | - | - | - | - | - | - | - | - | -- | -- | - | - | - |
| Mazatlán                                 | 0 | 0 | 0 | 0 | 0 | 0 | 0 | 0 | 0 | 0  | 0  | 0 | 9 | 1 |
| Aragua                                   | 0 | 0 | 0 | 0 | 0 | 0 | 0 | 0 | 0 | 0  | 1  | 1 | 6 | 0 |
| G: M. Carvajal (1-0); P: J. Cobos (0-1). |   |   |   |   |   |   |   |   |   |    |    |   |   |   |
| HR: ARA - H. Giménez (1).                |   |   |   |   |   |   |   |   |   |    |    |   |   |   |

5.º juego, 4 de febrero.
| Aragua                                                    | 0 | 2 | 0 | 2 | 0 | 1 | 0 | 0 | 0 | 5 | 8 | 0 |
| Ponce                                                     | 0 | 0 | 1 | 0 | 0 | 0 | 1 | 0 | 0 | 2 | 7 | 3 |
| G: H. Estrada (1-0); P: O. Román (0-1); SV: F. Buttó (2). |   |   |   |   |   |   |   |   |   |   |   |   |
| HR: Ninguno.                                              |   |   |   |   |   |   |   |   |   |   |   |   |

6.º juego, 4 de febrero.
| Mazatlán                                                  | 0 | 2 | 1 | 3 | 2 | 3 | 0 | 0 | 1 | 12 | 15 | 1 |
| Licey                                                     | 1 | 0 | 4 | 1 | 0 | 0 | 0 | 3 | 0 | 9  | 12 | 5 |
| G: R. Martín (1-0); P: J. Sosa (0-1); SV: H. Navarro (2). |   |   |   |   |   |   |   |   |   |    |    |   |
| HR: MAZ - A. González (3); LIC - J. Bautista (1).         |   |   |   |   |   |   |   |   |   |    |    |   |

7.º juego, 5 de febrero.
| Licey                                                        | 2 | 0 | 0 | 0 | 0 | 0 | 0 | 0 | 0 | 2 | 6 | 0 |
| Aragua                                                       | 0 | 0 | 3 | 0 | 0 | 0 | 0 | 0 | X | 3 | 9 | 0 |
| G: I. Blanco (1-0); P: N. Rodríguez (0-1); SV: F. Buttó (3). |   |   |   |   |   |   |   |   |   |   |   |   |
| HR: LIC - R. Paulino (1).                                    |   |   |   |   |   |   |   |   |   |   |   |   |

8.º juego, 5 de febrero.
| Equipo                                   | 1 | 2 | 3 | 4 | 5 | 6 | 7 | 8 | 9 | 10 | 11 | 12 | C | H  | E |
| ---------------------------------------- | - | - | - | - | - | - | - | - | - | -- | -- | -- | - | -- | - |
| Mazatlán                                 | 0 | 0 | 0 | 0 | 1 | 0 | 0 | 0 | 0 | 0  | 0  | 4  | 5 | 10 | 0 |
| Ponce                                    | 0 | 0 | 1 | 0 | 0 | 0 | 0 | 0 | 0 | 0  | 0  | 0  | 1 | 12 | 2 |
| G: J. García (1-0); P: J. Padilla (0-1). |   |   |   |   |   |   |   |   |   |    |    |    |   |    |   |
| HR: Ninguno.                             |   |   |   |   |   |   |   |   |   |    |    |    |   |    |   |

9.º juego, 6 de febrero.
| Ponce                                                       | 1 | 0 | 1 | 0 | 0 | 1 | 0 | 0 | 0 | 3 | 9 | 0 |
| Licey                                                       | 0 | 0 | 0 | 0 | 0 | 0 | 0 | 0 | X | 0 | 5 | 0 |
| G: J. Matos (1-0); P: J. Mateo (0-1); SV: I. Maldonado (1). |   |   |   |   |   |   |   |   |   |   |   |   |
| HR: PON - J. Feliciano (1); A. González - (1).              |   |   |   |   |   |   |   |   |   |   |   |   |

10.º juego, 6 de febrero.
| Aragua                                                       | 0 | 2 | 0 | 0 | 0 | 0 | 3 | 0 | 0 | 5 | 12 | 1 |
| Mazatlán                                                     | 1 | 0 | 0 | 0 | 1 | 0 | 0 | 0 | 1 | 3 | 8  | 0 |
| G: O. Moreno (1-0); P: O. Bustillos (0-1); SV: F. Buttó (4). |   |   |   |   |   |   |   |   |   |   |    |   |
| HR: Ninguno.                                                 |   |   |   |   |   |   |   |   |   |   |    |   |

11.º juego, 7 de febrero.
| Ponce                                   | 0 | 0 | 9 | 0 | 0 | 0 | 0 | 0 | 0 | 9 | 14 | 1 |
| Aragua                                  | 0 | 0 | 0 | 1 | 0 | 0 | 0 | 0 | X | 1 | 4  | 0 |
| G: G. Alvarado (1-0); P: B. Knox (0-1). |   |   |   |   |   |   |   |   |   |   |    |   |
| HR: PON J. Padilla (1).                 |   |   |   |   |   |   |   |   |   |   |    |   |

12.º juego, 7 de febrero.
| Licey                                     | 2 | 0 | 0 | 0 | 2 | 0 | 0 | 0 | 0 | 4 | 8 | 1 |
| Mazatlán                                  | 0 | 0 | 1 | 0 | 1 | 0 | 0 | 0 | 0 | 2 | 8 | 1 |
| G: N. Rodríguez (1-1); P: W. Silva (1-1). |   |   |   |   |   |   |   |   |   |   |   |   |
| HR: LIC R. Paulino (1), S. Paniagua (1).  |   |   |   |   |   |   |   |   |   |   |   |   |

| Bandera de Venezuela     |
| Campeón Tigres de Aragua |
| Primer título            |

## Distinciones

### Líderes de bateo
| Departamento                 | Jugador               | Equipo                            | Cifra |
| ---------------------------- | --------------------- | --------------------------------- | ----- |
| Líder Bate                   | Edgar González        | Venados de Mazatlán               | .423  |
| Líder de Jonrones            | Adrián González       | Venados de Mazatlán               | 3     |
| Líder de Carreras Anotadas   | Heber Gómez           | Venados de Mazatlán               | 7     |
| Líder de Carreras Impulsadas | Adrián González       | Venados de Mazatlán               | 8     |
| Líder de Hits                | Edgar González        | Venados de Mazatlán               | 11    |
| Líder de Dobles              | Luis Maza Erick Aybar | Tigres de Aragua Tigres del Licey | 3 3   |
| Líder de Triples             | Edgar González        | Venados de Mazatlán               | 1     |
| Líder de Bases robadas       | Freddy Sandoval       | Venados de Mazatlán               | 3     |

### Líderes de pitcheo
| Departamento            | Jugador                     | Equipo                            | Cifra |
| ----------------------- | --------------------------- | --------------------------------- | ----- |
| Líder de Efectividad    | Walter Silva                | Venados de Mazatlán               | 2.25  |
| Líder de Juegos Jugados | Francisco Buttó Julio Manon | Tigres de Aragua Tigres del Licey | 4 4   |
| Líder de Ganados        | 12 Jugadores igualados      | 12 Jugadores igualados            | 1     |
| Líder de Salvados       | Francisco Buttó             | Tigres de Aragua                  | 4     |
| Líder de Ponches        | Giancarlo Alvarado          | Leones de Ponce                   | 16    |

### Premios
| Departamento              | Jugador         | Equipo           |
| ------------------------- | --------------- | ---------------- |
| Jugador más valioso (MVP) | Francisco Buttó | Tigres de Aragua |
| Mánager                   | Buddy Bailey    | Tigres de Aragua |

### Equipo de las estrellas
| Departamento        | Jugador            | Equipo              |
| ------------------- | ------------------ | ------------------- |
| Receptor            | Wilson Ramos       | Tigres de Aragua    |
| Primera Base        | Adrián González    | Venados de Mazatlán |
| Segunda Base        | Edgar González     | Venados de Mazatlán |
| Tercera Base        | Luis Maza          | Tigres de Aragua    |
| Campocorto          | Luis Figueroa      | Leones de Ponce     |
| Jardinero Izquierdo | Rodney Medina      | Tigres de Aragua    |
| Jardinero Central   | Selwyn Langaigne   | Tigres de Aragua    |
| Jardinero Derecho   | Christian Quintero | Venados de Mazatlán |
| Bateador designado  | Ronny Paulino      | Tigres del Licey    |
| Lanzador Derecho    | Giancarlo Alvarado | Leones de Ponce     |
| Lanzador Zurdo      | Horacio Estrada    | Tigres de Aragua    |
| Cerrador            | Francisco Buttó    | Tigres de Aragua    |
| Mánager             | Buddy Bailey       | Tigres de Aragua    |

## Televisión
La serie fue transmitida en México y Estados Unidos (en español) por ESPN2 y ESPN Deportes respectivamente. También MLB Network transmitió la serie en Estados Unidos en idioma inglés. En Venezuela los juegos fueron transmitidos en señal abierta por Meridiano Televisión y Venevisión.

## Curiosidades
- En el primer partido entre los Tigres de Aragua y los Tigres del Licey, el mánager Buddy Bailey de Venezuela sustituyó al lanzador Brad Knox al otorgar un boleto, cuando tenía una actuación de 6 innings y 1 tercio con 5 ponches y 5 bases por bolas sin permitir hits ni carreras, en rumbo hacia un no hit no run. Yohan Pino, el lanzador que trajo Bailey para relevar a Knox, le permitió un cuadrangular al primer bateador que enfrentó, Ron Belliard. En la historia de la Serie del Caribe solo se había alcanzado un no hit no run hasta entonces, realizado por Thomas Fine en 1952.[15]
- En la ceremonia de inauguración de esta Serie del Caribe el cantautor Julio Preciado de una banda sinaloense se lleva la rechifla al no entonar bien el himno de México, exactamente cantó mal la estrofa que reza "Y retiemble sus centros la tierra, al sonoro rugir del cañón", pues en lugar de pronunciar cañón, mencionó bridón, palabra que está en otra estrofa.[16]
- En el juego número dos entre los Leones de Ponce y los Venados de Mazatlán propinaron 27 ponches en combinado, mientras que los abridores Giancarlo Alvarado (Ponce) y Walter Silva (Mazatlán) se adjudicaron 11 ponches cada uno.[17]
- El jugador de los Venados de Mazatlán Adrián González propinó 3 cuadrangulares en un juego convirtiéndose así en el primero en la historia de la Serie en conseguir tal hazaña.[18]
- El cerrador venezolano Francisco Buttó estableció dos récords de juegos salvados, más salvamentos en una sola Serie del Caribe con cuatro y más salvados de por vida con seis, récords que previamente eran de tres y cuatro respectivamente.[19]